# Henry Valderrama
Henry Valderrama (Santa Marta, Magdalena, Colombia; 25 de marzo de 1981) es un exfutbolista colombiano naturalizado venezolano. Jugaba como delantero y se retiró en el Portuguesa FC de Venezuela.

## Clubes
| Club                   | País      | Año       |
| ---------------------- | --------- | --------- |
| Deportivo Pasto        | Colombia  | 2002      |
| Deportivo Cali         | Colombia  | 2002-2003 |
| Defensores de Belgrano | Argentina | 2004      |
| Boyacá Chicó           | Colombia  | 2005      |
| La Equidad             | Colombia  | 2006      |
| Unión Lara             | Venezuela | 2006-2007 |
| Portuguesa             | Venezuela | 2007-2008 |
| Deportivo Táchira      | Venezuela | 2008      |
| Real Cartagena         | Colombia  | 2009      |
| Chorrillo FC           | Panamá    | 2010-2011 |
| Portuguesa F.C         | Venezuela | 2011      |